# Brûle le sang
Brûle le sang (internationaler englischsprachiger Titel In the Name of Blood) ist ein Thriller und das Spielfilmdebüt von Akaki Popkhadze. Der Kriminalfilm mit Nicolas Duvauchelle und Florent Hill als ungleiche Brüder in den Hauptrollen feierte im September 2024 beim San Sebastian International Film Festival seine Premiere und kam Anfang Januar 2025 in die französischen Kinos.

## Handlung
In den Arbeitervierteln von Nizza wird eine Stütze der örtlichen georgischen Gemeinde ermordet. Sein Sohn Tristan, der orthodoxer Priester werden möchte, bleibt alleine mit seiner Mutter zurück. Gabriel, sein älterer Bruder, hat Nizza nach einer Karriere als Drogenhändler verlassen. Nun kehrt er wieder zurück.

## Produktion
Es handelt sich bei Brûle le sang nach den Kurzfilmen The Sun of The Sleepless und Je vois um das Spielfilmdebüt des in Georgien geborenen französischen Regisseurs Akaki Popkhadze. Gemeinsam mit Florent Hill schrieb er auch das Drehbuch. Brûle le sang ist in vier Teile gegliedert, Au nom du père, Vaincre le mal, Tu ne tueras point und Console ma peine.
Nicolas Duvauchelle spielt Gabriel und Drehbuchautor Florent Hill seinen jüngeren Bruder Tristan, der orthodoxer Priester werden will. In weiteren Rollen sind Ia Shugliashvili als Catherine, Denis Lavant als Jacques und Finnegan Oldfield als Marco zu sehen. Das Casting übernahm Sandie Galan Perez.
Die Dreharbeiten fanden von Ende August bis Ende Oktober 2023 in der georgischen Höhlenstadt Wardsia und in der französischen Hafenstadt Nizza statt. Als Kameramann fungierte Justin Vaudaux.
Produziert wurde der Film von Adastra Films (Frankreich), Beside Productions (Belgien), Gemini (Georgien) und Ellly Films (Österreich).
Die Filmmusik komponierte Guillaume Ferran. Mitte Januar 2025 veröffentlichte Music Box Publishing die Trailer-Musik und das Titelstück als Download. Im weiteren Verlauf des Monats wurde auch das komplette Soundtrack-Album veröffentlicht.
Die Premiere von Brûle le sang war am 21. September 2024 beim San Sebastian International Film Festival. Der erste Trailer wurde Anfang November 2024 vorgestellt. Der Kinostart in Frankreich erfolgte am 8. Januar 2025.

## Auszeichnungen
San Sebastian International Film Festival 2024
- Nominierung im New Directors Competition (Akaki Popkhadze)[5]